# Heterochelus detritus
Heterochelus detritus är en skalbaggsart som beskrevs av Hermann Burmeister 1844. Heterochelus detritus ingår i släktet Heterochelus och familjen Melolonthidae. Inga underarter finns listade i Catalogue of Life.